# Away (serie de televisión)

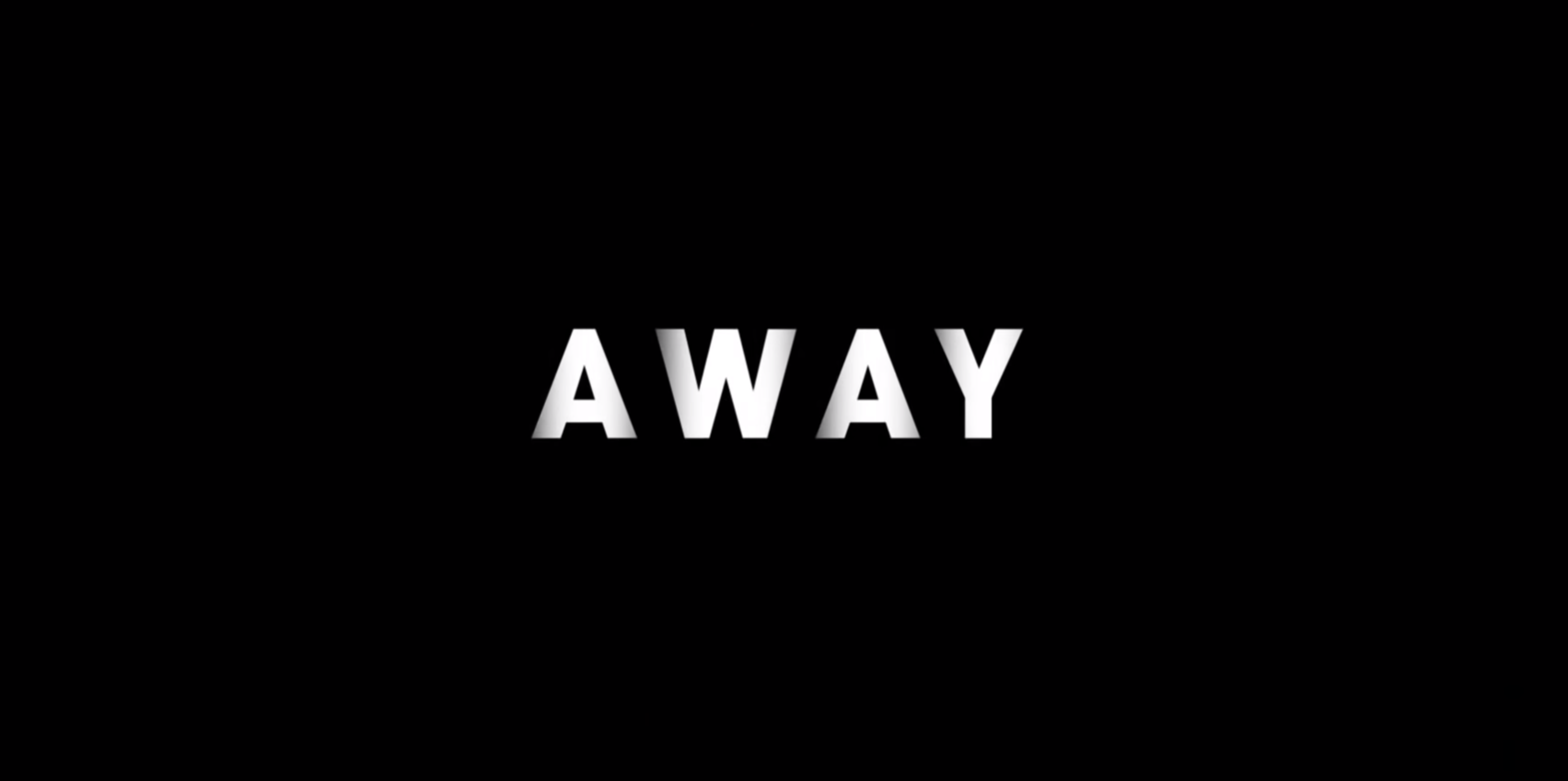
Logo de la serie de televisión.

Away (Lejos en Hispanoamérica) es una serie de televisión web de drama y ciencia ficción estadounidense, protagonizada por Hilary Swank y creada por Andrew Hinderaker que se estrenó en Netflix el 4 de septiembre de 2020.

## Sinopsis
Lejos sigue a Emma Green (Hillary Swank), una astronauta estadounidense que debe dejar atrás a su esposo y a su hija adolescente para comandar una tripulación espacial internacional que se embarca en una difícil misión a Marte de tres años. Es una serie sobre la esperanza, la humanidad y cómo, en última instancia, necesitamos unos a otros si queremos lograr cosas imposibles".

## Reparto

### Principales
- Hilary Swank (45) como Emma Green, una astronauta estadounidense que es la comandante de la misión.
- Josh Charles (48) como Matt Logan, el esposo de Emma y un ingeniero de la NASA, trabaja junto con la misión de Emma en el centro de control de misiones de la NASA en Houston. No está en condiciones de convertirse en astronauta debido a que padece una enfermedad conocida como malformación cavernosa cerebral (CCM).
- Vivian Wu (53) como Lu, una taikonauta china que también es química y que tiene un romance con su compañera Mei Chen. Está casada sin amor con su marido.
- Mark Ivanir (51) como Misha, un veterano cosmonauta ruso que también es el ingeniero del transbordador espacial. Es padre y abuelo.
- Ato Essandoh (47) como Kwesi, un astronauta novato judío británico-ganés que es botánico. Nació en Ghana y fue criado en Inglaterra por padres adoptivos.
- Ray Panthaki (40) como Ram, segundo al mando de la misión y copiloto indio. Está alejado de su familia.
- Talitha Bateman (18) como Alexis Lex Logan, la hija adolescente de Emma y Matt.

### Recurrentes
- Monique Gabriela Curnen (49) como Melissa Ramírez, amiga y apoyo del equipo de Emma que está ayudando a su familia
- Felicia Patti (16) como Cassie, la hija adolescente de Melissa
- Martin Cummins (50) como Jack Willmore
- Gabrielle Rose (65) como Darlene Cole, la directora de la NASA
- Brian Markinson (59) como George Lane, otro jefe de la NASA
- Alessandro Juliani (44) como el Dr. Lawrence Madigan, el neurólogo cirujano de Matt
- Adam Irigoyen (22) como Isaac Rodríguez
- Michael Patrick Thornton (actor en silla de ruedas; 45) como el Dr. Putney, psicólogo de Emma
- Fiona Fu (54) como Li Jun, la jefa de CNSA, la agencia espacial china
- Vina Suud (50) como Mira Patel, la directora de ISRO, la agencia espacial india
- Anthony F. Ingram (53) como Ted Salter, el director de la ESA, la agencia espacial europea
- Diana Bang (38) como Freddie
- John Murphy (49) como Ryan Masters
- Derrick Su (12) como Zhang Lei, el hijo de Lu, la astronauta china
- Olena Medwid como Natalya Popov, la hija de Misha.

## Producción

### Desarrollo
El 10 de junio de 2018, se anunció que Netflix le había dado a la producción un pedido de serie para una primera temporada que constaba de diez episodios. La serie estaba programada para ser escrita por Andrew Hinderaker, inspirada en un artículo de Esquire del mismo nombre de Chris Jones. Se espera que los productores ejecutivos estén integrados por Jason Katims, Matt Reeves y Adam Kassan. Hinderaker estaba destinado a actuar como coproductor ejecutivo y Rafi Crohn como coproductor. Las compañías de producción involucradas en la serie incluirán True Jack Productions, 6th & Idaho y Universal Television. Se esperaba que Michelle Lee, exjefa de desarrollo de True Jack Productions, quien estuvo involucrada en el desarrollo del proyecto y la venta a Netflix, fuera acreditada como productora ejecutiva en el primer episodio de la serie. Lee dejó True Jack Productions en diciembre de 2017. Jeni Mulein, quien se unió a la productora como la nueva jefa de desarrollo en abril de 2018, iba a ser acreditada como coproductora ejecutiva del segundo al décimo episodios. El 19 de octubre de 2018 se informó que Ed Zwick se había incorporado a la producción como productor ejecutivo y que dirigiría el primer episodio de la serie.

### Casting
El 8 de mayo de 2019, Hilary Swank fue elegida para un papel principal. El 17 de julio de 2019, Josh Charles se unió al elenco en un papel protagónico. El 8 de agosto de 2019, se anunció que Talitha Bateman, Ato Essandoh, Mark Ivanir, Ray Panthaki y Vivian Wu interpretarán los papeles principales en la serie.

### Rodaje
La filmación principal de la primera temporada comenzó el 26 de agosto de 2019 y concluyó el 5 de febrero de 2020 en North Vancouver, Canadá.

## Lanzamiento
El 7 de julio de 2020, Netflix lanzó el primer avance de la serie. El 10 de agosto de 2020 se lanzó el tráiler oficial de la serie. La serie se lanzó el 4 de septiembre de 2020.

## Recepción
El agregador de reseñas Rotten Tomatoes informó una calificación de aprobación del 69% según 39 revisiones, con una calificación promedio de 6.73 / 10. El consenso de los críticos del sitio web dice: "Away no llega a la estratosfera como una aventura espacio-temporal, pero la seriedad emocional y un elenco fuerte ayudan a hacer de este un viaje lo suficientemente convincente a las estrellas". Metacritic le dio a la serie un puntaje promedio ponderado de 59 sobre 100 basado en 25 reseñas, lo que indica "reseñas mixtas o promedio".
Kristen Baldwin de Entertainment Weekly le dio a la serie una C y describió la serie como "un mosaico engreído de clichés espaciales y conflictos familiares repetitivos que nunca logran entrar en órbita". Al revisar la serie para Rolling Stone, Alan Sepinwall dio una calificación de 3/5 y dijo: "Las escenas espaciales, aunque familiares, son enérgicas, divertidas y, a menudo, conmovedoras, mientras que el drama Earthbound se siente como si estuviéramos siendo empujados hacia atrás abruptamente. gravedad normal después de llegar a disfrutar de las maravillas de flotar entre las estrellas".
El 20 de octubre de 2020 Netflix anunció que la serie no iba a ser renovada para una segunda temporada, quedando así cancelada.